# Sand Castle
Pour plus de détails, voir Fiche technique et Distribution.
Sand Castle ou Château de sable au Québec est un film de guerre britannique réalisé par Fernando Coimbra, sorti en 2017 sur Netflix.

## Synopsis
En 2003, en pleine guerre d'Irak, un groupe de soldats américains a pour mission de réparer une station de pompage d'eau dans la banlieue de Bakouba, détruite par les bombes américaines. Matt Ocre, soldat inexpérimenté, découvre les mauvaises conditions de vie de la population locale, ainsi que leur colère.

## Fiche technique
Sauf indication contraire, les informations mentionnées dans cette section peuvent être confirmées par la base de données cinématographiques IMDb,  présente dans la section « Liens externes ».
- Titre original et français : Sand Castle
- Titre québécois : Château de sable
- Réalisateur : Fernando Coimbra
- Scénario : Chris Roessner
- Musique : Adam Peters
- Montage : Zach Staenberg
- Photographie : Ben Richardson
- Producteurs : Mark Gordon, Justin Nappi et Ben Pugh
- Société de production : Buckeye Pictures et FilmNation Entertainment
- Langue originale : anglais
- Durée : 112 minutes
- Genre : film de guerre
- Dates de sortie :

 Mondial : 21 avril 2017 sur Netflix

## Distribution
- Nicholas Hoult (VF : Damien Boisseau) : Matt Ocre, un jeune soldat inexpérimenté
- Henry Cavill (VF : Adrien Antoine) : capitaine Syverson
- Logan Marshall-Green (VF : Serge Faliu) : sergent Harper
- Tommy Flanagan : sergent-major McGregor
- Glen Powell (VF : Julien Allouf) : sergent Chutsky
- Beau Knapp (VF : Jérémy Bardeau) : sergent Burton
- Neil Brown Jr. (VF : Jean-Baptiste Anoumon) : caporal Enzo
- Sam Spruell (VF : Gérard Darier) : premier lieutenant Anthony
- Parker Sawyers : sergent Robinson
- Gonzalo Menendez : Haring
- Navid Negahban : Kadeer
- Sope Dirisu : sergent Cole
- Sammy Sheik (en) (VF : Mustapha Abourachid) : Machmoud
- Osy Ikhile (en) : Pepps
- Nabil Elouahabi (en) : Arif

Version française
- Société de doublage : Deluxe Media Paris
- Directeur artistique : Jean-Philippe Puymartin
- Adaptation : Thomas Solins